# Самоосвіта (університет)
«Самоосвіта» — народний університет у Львові, заснований з допомогою Українського Робітничого Союзу в США.
Провадив кореспонденційні курси навчання, у 1930-39 видавав популярну енциклопедію знання під назвою «Самоосвіта»: 12 книжечок щороку по 1½ аркушів друку, разом 117 книжечок з накладом бл. 10 000 примірників кожної і 24 книжечки красного письменства.

## Енциклопедія «Самоосвіта»
«Самоосвіта» мала понад 40 співробітників, її редакторами були М. Стахів, К. Коберський, І. Лучишин, Є. Яворівський. Тематика «Самоосвіти»: наука суспільного виховання, всесвітня й українська історія (зокрема 1917 — 20), політико-суспільні науки, відомості з української літератури, природничих, географічних і економічних наук.